# Srećko Lisinac
Srećko Lisinac (serbisch-kyrillisch Срећко Лисинац; * 17. Mai 1992 in Kraljevo) ist ein serbischer Volleyballspieler.

## Karriere
Lisinac spielte bis 2012 in seiner Heimat bei OK Ribnica Kraljevo. Danach wechselte er in die polnische Volleyball-Liga zu AZS Częstochowa. 2013 wurde der Mittelblocker vom deutschen Meister Berlin Recycling Volleys verpflichtet. In der Saison 2013/2014 gewann er mit den Berlinern ebenfalls die deutsche Meisterschaft. Außerdem stand er im Endspiel des DVV-Pokals. Nach der Saison ging er zurück nach Polen zum dortigen Meister Skra Bełchatów.
Lisinac spielt seit 2012 auch in der serbischen Nationalmannschaft.